# ブレッシング・エレケ
ブレッシング・チブイケ・エレケ（Blessing Chibuike Eleke、1996年3月5日 - ）は、ナイジェリア・ラゴス出身のプロサッカー選手。ポジションはフォワード（FW）。

## 来歴
ラゴスで7人の兄弟姉妹と共に育つ。国内のフライング・スポーツ・アカデミーでサッカーを始める。セリエA・サッスオーロのトライアルも受験するなどし、最終的にNDゴリツァへの入団が決まり、ヨーロッパへ渡る。
2016年1月にオリンピア・リュブリャナへ移籍。2016年4月10日のNKザヴルチ戦では後半終了間際に同点ゴールを決めたが、大げさなゴールセレブレーションを行ったことがマルコ・ニコリッチ監督の怒りを買い人種差別的な暴言を吐かれる事件も起こった。
その後イスラエル、スイスでのプレーを経て2020年にベルギーのKベールスホットVAへ加入。鈴木武蔵とチームメイトになる。しかしベルギーではわずか1得点と結果を残せず、2021年9月にトルコのゲンチレルビルリイSKへと期限付き移籍。
2022年8月1日、FCルツェルン在籍時に指導を受けたレネ・ヴァイラーが率いる鹿島アントラーズに完全移籍することでクラブ間合意に至ったことが発表された。アフリカ出身の選手が鹿島に加入するのは史上初である。同時期に海外へ移籍した上田綺世の後釜としての加入だったが、恩師のヴァイラー監督が解任したことも響いて僅か4試合の出場と1ゴールに留まった。さらに翌年には開幕前の負傷なども響きリーグ戦は途中出場2試合のみに終わり、シーズン終了後に契約満了が発表された。
2024年3月21日、FCイスティクロル・ドゥシャンベに移籍した。

## 個人成績
| 国内大会個人成績 | 国内大会個人成績 | 国内大会個人成績 | 国内大会個人成績 | 国内大会個人成績 | 国内大会個人成績 | 国内大会個人成績 | 国内大会個人成績 | 国内大会個人成績 | 国内大会個人成績 | 国内大会個人成績 | 国内大会個人成績 |
| 年度             | クラブ           | 背番号           | リーグ           | リーグ戦         | リーグ戦         | リーグ杯         | リーグ杯         | オープン杯       | オープン杯       | 期間通算         | 期間通算         |
| 年度             | クラブ           | 背番号           | リーグ           | 出場             | 得点             | 出場             | 得点             | 出場             | 得点             | 出場             | 得点             |
| 日本             | 日本             | 日本             | 日本             | リーグ戦         | リーグ戦         | リーグ杯         | リーグ杯         | 天皇杯           | 天皇杯           | 期間通算         | 期間通算         |
| ---------------- | ---------------- | ---------------- | ---------------- | ---------------- | ---------------- | ---------------- | ---------------- | ---------------- | ---------------- | ---------------- | ---------------- |
| 2022             | 鹿島             | 19               | J1               | 4                | 1                | 0                | 0                |                  |                  |                  |                  |
| 2023             | 鹿島             | 19               | J1               | 2                | 0                | 0                | 0                |                  |                  |                  |                  |
| 通算             | 日本             | 日本             | J1               | 6                | 1                | 0                | 0                |                  |                  |                  |                  |
| 総通算           | 総通算           | 総通算           | 総通算           | 6                | 1                | 0                | 0                |                  |                  |                  |                  |